# Jørgen-Frantz Jacobsen
Jørgen-Frantz Jacobsen (Tórshavn, 29 novembre 1900 – 24 marzo 1938) è stato uno scrittore faroese.
Tra i suoi lavori più celebri vi è il romanzo Barbara: Roman (1939).